# Метрополітен Агри
Агрський метрополітен — діюча система метро в місті Агра, Індія.

## Історія
Планування почалось у 2015 році, у березні 2019 року затверджено Урядом Індії.

## Будівництво
Розпочалось із грудня 2020 року. Матиме дві лінії з однією пересадкою. Вартість проєкту — 83,8 мільярдів рупій . Закінчення робіт планується у 2024 році.

## Пуск
6 березня 2024 року прем'єр-міністр Індії Наренда Моді відкрив першу ділянку метрополітену Агри. Одна зі станцій розташована неподалік від Тадж Махалу.

## Лінії
- Перша — будується. 14 км, 13 станцій. Відкрито 6 березня 2024 року.
- Друга — будується. 15,4 км, 14 станцій.

## Вагони
У липні 2020 року укладено договір про постачання 28 тривагонних поїздів машинобудівної компанії Bombardier/Alstom.
У березні 2023 року повідомили про початок випробування у найближчі тижні першого складу.